# Martiricos (barrio)
Martiricos es un barrio del distrito Palma-Palmilla de la ciudad de Málaga, Andalucía, España. Se encuentra entre los barrios de La Trinidad, al sur tras la Avenida del Arroyo de los Ángeles; el barrio del Arroyo de los Ángeles al suroeste, tras la Calle Salvador Dalí; el barrio de La Roca al noroeste tras la Calle Godino; La Rosaleda tras la Avenida de Luis Buñuel; y el barrio de Herrera Oria del distrito Ciudad Jardín, al este tras el río Guadalmedina. 
El barrio está vertebrado por el Paseo de Martiricos y la Avenida del Doctor Marañón como ejes principales que lo cruzan de norte a sur. Debe su nombre a los mártires san Ciriaco y santa Paula, martirizados en este lugar junto al Guadalmedina en la época de Diocleciano, según la tradición católica.

## Edificios y lugares notables
Entre los edificios podemos encontrar el modernista Colegio del Mapa, la Escuela Oficial de Idiomas de Málaga, el parque de bomberos, el Centro de Educación Secundaria Virgen de la Victoria diseñado por el arquitecto Miguel Fisac, el solar de la antigua fábrica de Citesa (donde se ha proyectado la construcción de edificios de viviendas
), la explanada del rastro, la sede del Diario Sur, la parroquia de Santo Tomás de Aquino y una barriada de viviendas.
Además, el profesor Rodríguez Marín de la Universidad de Málaga ha destacado la presencia de los restos de una antigua noria de agua del siglo XVII en la calle Salvador Dalí y perteneciente a la antigua Huerta Godino, que se emplazaba en esta zona; y cuyo olvido y estado de abandono ha sido denunciado en la prensa local. Estudios posteriores muestran que la noria data de la segunda década del siglo XIX y se encontraba emplazada en la Huerta Ortega, posteriormente Huerta Heredia, no en la Huerta Godino.

## Transporte
En autobús queda conectado mediante las siguientes líneas de la EMT: 
| Línea | Trayecto                                          | Recorrido | Frecuencia                              |
| ----- | ------------------------------------------------- | --------- | --------------------------------------- |
| C1    | Circular 1                                        | Recorrido | 12 minutos                              |
| C2    | Circular 2                                        | Recorrido | 11-12 minutos                           |
| 2     | Alameda Principal - Ciudad Jardín (San José)      | Recorrido | 10-11 minutos                           |
| 7     | Alameda Principal - Miraflores de los Ángeles     | Recorrido | 10-11 minutos                           |
| 15    | La Virreina - Santa Paula                         | Recorrido | 11-12 minutos                           |
| 17    | Alameda Principal - La Palma                      | Recorrido | 10 minutos                              |
| 26    | Alameda Principal - Alegría de la Huerta          | Recorrido | 15 minutos                              |
| 30    | Alameda Principal - Mangas Verdes                 | Recorrido | 45-50 minutos                           |
| 61    | Alameda Principal - Jardín Botánico La Concepción | Recorrido | 60 minutos (Fines de Semana y festivos) |
| N2    | Plaza de la Marina - Circular                     | Recorrido | 50-55 minutos                           |